# NGC 7341
NGC 7341 (również PGC 69412) – galaktyka spiralna z poprzeczką (SBab), znajdująca się w gwiazdozbiorze Wodnika. Odkrył ją Francis Leavenworth 20 lipca 1885 roku.